# Eforie
Eforie é uma cidade da Romênia com 9.294 habitantes, localizada no judeţ (distrito) de Constanţa.